# Flesland
Flesland és un nucli del districte d'Ytrebygda i el municipi noruec de Bergen que el 2019 tenia 352 habitants. El terme de Flesland acull l'aeroport internacional de Bergen-Flesland.